# Gonggong
Gonggong (chinesisch 共工, Pinyin Gònggōng) ist ein hornbewehrter Dämon in der chinesischen Mythologie.

## Mythos
Er bekämpfte den Kaiser Yao, einen der fünf Urkaiser Chinas. Nach seiner Niederlage gegen Kaiser Yao bei dem Kampf um den Thron des Himmels verfiel Gonggong in Rage. Der Dämon schmetterte seinen Kopf gegen den Berg Buzhou, einen der Stützpfeiler des Himmels. Durch die Erschütterung fiel ein Teil des Horizontes ein, es kam zu Überschwemmungen, die Erde und der Himmel wurden verschoben. Die Menschen mussten aufgrund der Veränderungen große Leiden ertragen.
Göttin Nüwa sah die Misere und verhinderte den Zusammensturz von Himmel und Erde. Sie schnitt das Bein einer riesigen Schildkröte ab und ersetzte damit den Berg, der zuvor das Firmament abgestützt hatte. Der von der Göttin verwendete Ersatz war jedoch etwas niedriger als der Berg zuvor. Der Zusammenbruch konnte zwar mit dem Bein vermieden werden, der Horizont stand seitdem aber schräg, weshalb sich die Sterne, der Mond und die Sonne nach Nordwest bewegen. Die Flüsse in China dagegen fließen seit diesem Tag nach Südosten in das pazifische Meer.

## Astronomie
(225088) Gonggong, ein Asteroid des Kuipergürtels, wurde nach Gonggong benannt.